# Hypeugoa orientalis
Hypeugoa orientalis är en fjärilsart som beskrevs av Daniel 1951. Hypeugoa orientalis ingår i släktet Hypeugoa och familjen björnspinnare. Inga underarter finns listade i Catalogue of Life.